# Буревестник (Сакский район)
Буреве́стник (до 1948 года Ойбурчи́к; укр. Буревісник, крымскотат. Oyburçıq, Ойбурчыкъ) — исчезнувшее село в Сакском районе Республики Крым (согласно административно-территориальному делению Украины — Автономной Республики Крым), располагавшийся на западе района, в степной зоне Крыма, недалеко от берега Ойбурского озера, примерно в 2,5 км севернее современного села Штормовое.

## История
Усадьба Ойбур впервые в исторических документах встречается в «…Памятной книжке Таврической губернии на 1900 год», согласно которой в усадьбе Донузлавской волости Евпаторийского уезда проживало 11 жителей в 1 домохозяйстве. По Статистическому справочнику Таврической губернии. Ч.II-я. Статистический очерк, выпуск пятый Евпаторийский уезд, 1915 год, в селе Ойбурчик Донузлавской волости Евпаторийского уезда числилось 9 дворов с татарскими жителями (все безземельные) в количестве 6 человек приписного населения и 65 — «постороннего», из которых 32 мужчины и 39 женщин. Жители владели 395 десятинами удобной земли. В хозяйствах имелось 26 лошадей, 34 вола, 10 коров и 113 голов мелкого скота.
После установления в Крыму Советской власти, по постановлению Крымревкома от 8 января 1921 года № 206 «Об изменении административных границ» была упразднена волостная система и село вошло в состав Евпаторийского района Евпаторийского уезда, а в 1922 году уезды получили название округов. 11 октября 1923 года, согласно постановлению ВЦИК, в административное деление Крымской АССР были внесены изменения, в результате которых округа были отменены и произошло укрупнение районов — территорию округа включили в Евпаторийский район. Согласно Списку населённых пунктов Крымской АССР по Всесоюзной переписи 17 декабря 1926 года, в селе Ойбурчик, Болек-Аджинского сельсовета Евпаторийского района, числилось 12 дворов, все крестьянские, население составляло 72 человека, все русские.
После освобождения Крыма от фашистов, 12 августа 1944 года было принято постановление № ГОКО-6372с «О переселении колхозников в районы Крыма» и в сентябре 1944 года в район приехали первые новосёлы (150 семей) из Киевской и Каменец-Подольской областей, а в начале 1950-х годов последовала вторая волна переселенцев из различных областей Украины. С 25 июня 1946 года Ойбурчик в составе Крымской области РСФСР. Указом Президиума Верховного Совета РСФСР от 18 мая 1948 года, село Ойбурчик переименовали в Буревестник. 26 апреля 1954 года Крымская область была передана из состава РСФСР в состав УССР. Время включения в состав Молочненского сельсовета пока не установлено: на 15 июня 1960 года село уже числилось в его составе. 1 января 1965 года, указом Президиума ВС УССР «О внесении изменений в административное районирование УССР — по Крымской области», Евпаторийский район был упразднён и село включили в состав Сакского (по другим данным — 11 февраля 1963 года). Буревестник ликвидирован к 1968 году (согласно справочнику «Крымская область. Административно-территориальное деление на 1 января 1968 года» — в период с 1954 по 1968 год, как село Молочненского сельсовета уже Сакского района).